# Tänk att få vara ett Guds barn
Tänk att få vara ett Guds barn är en psalm med text och musik skriven 1975 av Anneli Björkman.

## Publicerad i
- Segertoner 1988 som nr 695 under rubriken "Bibelvisor och körer".[1]